# Nobeyama Millimeter Array
NMA (Nobeyama Millimeter Array) était un interféromètre millimétrique fermé en 2007.
 Il était géré par l'observatoire radio de Nobeyama (NRO) qui est une section de l'observatoire astronomique national du Japon (NAOJ). Cet instrument était situé au Japon, près de Nagano, à une altitude de 1 350 m. C'est également sur ce site que le Nobeyama Radio Observatory 45-m Telescope (NRO 45-m Telescope) est présent.

## Caractéristiques
Cet interféromètre est constitué de six antennes de 10 m de diamètre chacune. Celles-ci sont montées sur des rails afin de pouvoir se placer selon différentes configurations d'observation.
 Depuis sa mise en place il a notamment permis la découverte d'un disque protoplanétaire.